# Werner Potzernheim
Werner Potzernheim (Hamburgo, 8 de marzo de 1927-Hemmingen, 22 de abril de 2014) fue un deportista alemán que compitió para la RFA en ciclismo en la modalidad de pista, especialista en la prueba de velocidad individual.
Participó en los Juegos Olímpicos de Helsinki 1952, obteniendo una medalla de bronce en la prueba de velocidad individual. Ganó una medalla de bronce en el Campeonato Mundial de Ciclismo en Pista de 1953, en la misma disciplina.

## Medallero internacional
| Juegos Olímpicos   | Juegos Olímpicos     | Juegos Olímpicos  | Juegos Olímpicos         |
| Año                | Lugar                | Medalla           | Competición              |
| ------------------ | -------------------- | ----------------- | ------------------------ |
| 1952               | Helsinki (Finlandia) | Medalla de bronce | Velocidad individual     |
| Campeonato Mundial |                      |                   |                          |
| Año                | Lugar                | Medalla           | Competición              |
| 1953               | Zúrich (Suiza)       | Medalla de bronce | Velocidad individual (A) |